# Brana
Pour les articles homonymes, voir Brana (homonymie).
Le Brana est un sommet des Alpes culminant à 2 253 mètres d'altitude dans la partie centrale des Alpes kamniques, en Slovénie.
La face est s'élève au-dessus de la pente menant au col Kamniško sedlo qui relie le Brana à Planjava. Le versant sud se déverse longuement vers la vallée boisée Kamniška Bistrica, l'avant-sommet portant le nom de Kaptan. L'imposante face ouest s'élève très abruptement au-dessus du ravin Kotliška grapa et de la brèche Kotliči qui sépare Brana de Turska gora. La face nord, très avalancheuse en hiver, est sur la rive droite de la vallée de Logarska dolina, au-dessus de la terrasse Okrešelj et du refuge Frischaufov dom.
La première ascension vérifiée de Brana a été faite en 1875 par les étudiants Anton Bauer et J. Seidl. Brana est l'un des sommets les plus visités de la chaîne.